# Wegmann/Düwag 6ZGTW
Wegmann/Düwag 6ZGTW je typ tramvaje vyráběné v letech 1966–1967 a 1970 závodem Wegmann v Kasselu s použitím hotových dílů ze závodu Duewag v Düsseldorfu. Tento typ byl dodán výhradně provozovateli kasselské tramvajové sítě v počtu 17 kusů.

## Konstrukce
6ZGTW jsou obousměrné šestinápravové vysokopodlažní motorové tramvajové vozy. Vozová skříň tramvaje se skládá ze dvou článků, každý z nich je usazen na vlastním krajním podvozku a společném podvozku středním, kde se nachází i kloubový mechanismus spojující obě části karoserie. Zatímco oba krajní podvozky byly vybaveny trakčním motorem, z nichž každý poháněl dvě nápravy (celkem tedy čtyři hnací nápravy), střední podvozek je běžný (bezmotorový). Na každé straně karoserie se nachází čtvery čtyřkřídlé skládací dveře pro cestující. Horní část oken je otevíratelná, výklopná. Na obou koncích vozu jsou umístěny kabiny řidiče. Elektrický proud je odebírán z trolejového vedení pantografem na předním článku.

## Provoz
Vozy 6ZGTW dojezdily v Kasselu v roce 1999. Ve stejném roce došlo k jich odprodeji do Gorzówa Wielkopolského (vozy ev. č. 306–309, 311, 312–314). Další dvě tramvaje (ev. č. 305 a 310, také původem z Kasselu) typu 6ZGTW byly zakoupeny v roce 2011 od amsterdamského muzea.

## Dodávky tramvají
| Současný stát | Město  | Článek | Typ   | Roky dodávek | Počet vozů | Evidenční čísla | Zdroj |
| ------------- | ------ | ------ | ----- | ------------ | ---------- | --------------- | ----- |
| Německo       | Kassel | článek | 6ZGTW | 1966–1970    | 17         |                 | [ 2 ] |